# Ouette ouette
Ouette ouette is een spinnensoort uit de familie Ochyroceratidae. De soort komt voor in de Seychellen.